# 30938 Montmartre
30938 Montmartre è un asteroide della fascia principale. Scoperto nel 1994, presenta un'orbita caratterizzata da un semiasse maggiore pari a 2,6239739 UA e da un'eccentricità di 0,1114024, inclinata di 11,71185° rispetto all'eclittica.